# Péninsule de Māhia
La péninsule de Māhia (en maori de Nouvelle-Zélande :  Māhia) est située sur la Côte-Est de l'île du Nord, une région de Hawke's Bay en Nouvelle-Zélande, entre les villes de Wairoa et Gisborne .

## Géographie
La péninsule mesure 21,7 km (13,5 mi) de long et 11,3 km (7 mi) de large. Le point culminant est une colline du Nuzeland Rahuimokairoa , à 397 m (1 302 pi) au-dessus du niveau de la mer.

## Démographie
La zone statistique de Mahia, qui avec 472 kilomètres carrés est plus grande que la péninsule et comprend Nuhaka, comptait 1 119 habitants lors du recensement néo-zélandais de 2018.

## Histoire et culture
Dans la légende maorie, Whatonga, venu en Nouvelle-Zélande à la recherche de son grand-père Toi, s'est installé à Mahia. La péninsule fait partie de la zone tribale de l'iwi Ngāti Rongomaiwahine. Le mot māhia signifie « son indistinct » ou « gonflement scrofuleux ». Le nom « Te Māhia » vient de « Te Māhia-mai-tawhiti » (« le son entendu à distance »). L'île de Portland, également appelée Waikawa, est une petite île au large de la pointe sud de la péninsule de Mahia.

### Marae

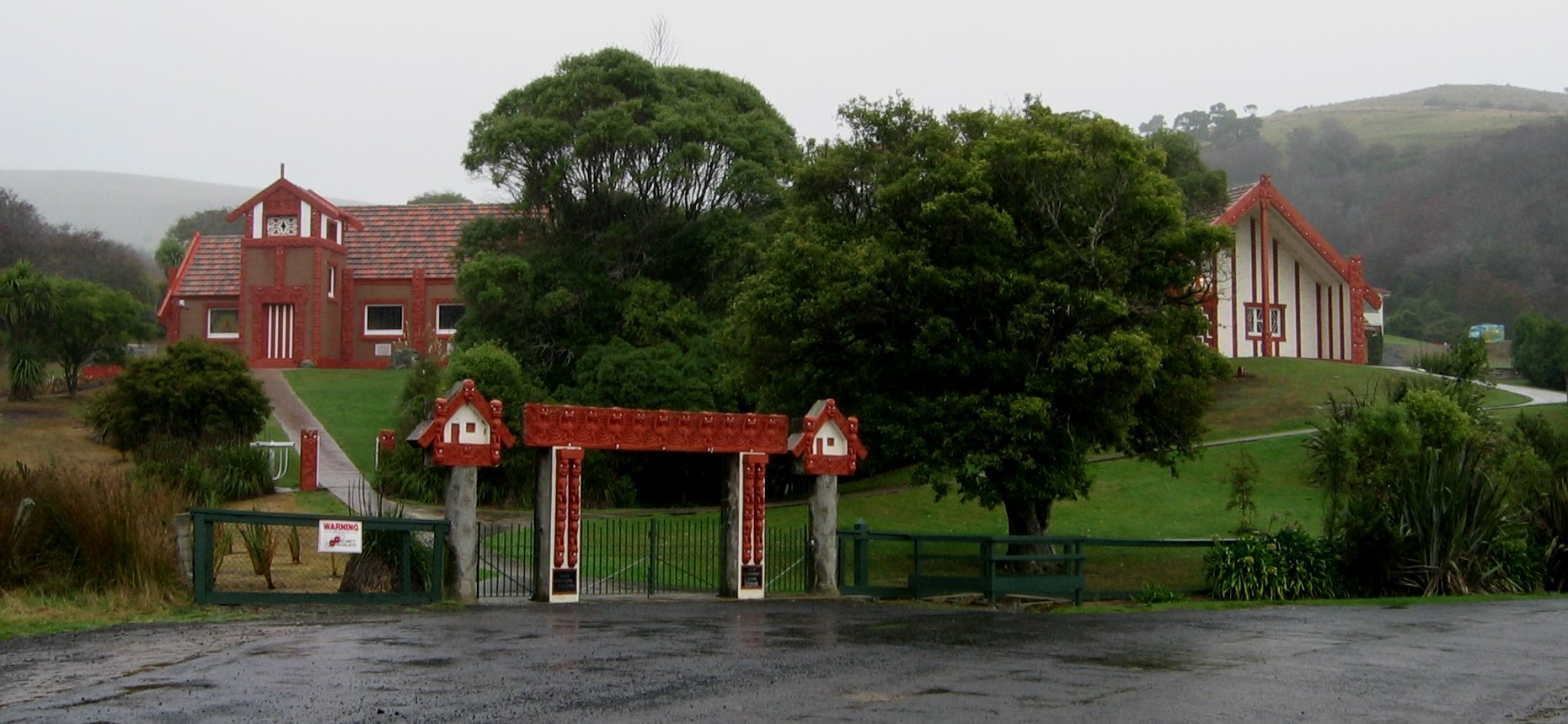
Marae à Dunedin, en Nouvelle-Zélande, datant des années 1940.

Chez les Maoris de Nouvelle-Zélande, en langue maori, le marae désigne techniquement un espace faisant front au Wharenui (en) (ou fare-nui ou « maison d'accueil »). Dans son usage le Wharenui désigne l'ensemble du complexe formé par les bâtiments et l'espace dégagé consacré. L'aire faisant face au  est désigné comme le marae ātea, et sert au pōwhiri (ou pao-hiri) : les cérémonies d'accueil. La maison de rencontre sert aux activités sociales communautaires, comme les discussions importantes, l'artisanat collectif, les danses. Le wharekai (ou fare-kaï ou « maison des repas ») sert principalement pour les repas communautaires. Il existe quatre marae dans la région de Mahia affiliés au hapū des Ngāti Kahungunu iwi.
- Le Kaiuku ou Oku-ra-renga Marae et sa maison de réunion Kiwi sont affiliés aux hapū de Ngāti Tama, Ngāi Tū et Rongomaiwahine .
- Te Rākatō Marae est affilié au hapū de Ngāi Rākatō.
- Tuahuru Marae et sa maison de réunion Hine te Rongo sont affiliées aux hapū de Ngāti Tama, Ngāi Tū et Rongomaiwahine.
- Ruawharo Marae est également affilié à Ngāti Tama et Rongomaiwahine.

## Économie
Les fermes ovine et bovine sont une partie importante pour la communauté locale, mais le tourisme est maintenant la principale industrie de la péninsule. La population de Mahia gonfle fortement pendant les mois les plus chauds et en particulier pendant les vacances scolaires.
Rocket Lab installe son Launch Complex 1 près de Ahuriri Point, à la pointe sud de la péninsule pour lancer sa fusée Electron. Les lancements d'essai de l'Electron ont commencé en 2017. Pendant les opérations régulières, il sera utilisé comme lanceur commercial de petits satellites de 135 à 235 kg et de satellites miniatures appelés CubeSats. Le premier lancement spatial orbital de la Nouvelle-Zélande a lieu à partir du complexe de lancement 1 le 21 janvier 2018.

## Tourisme
La péninsule de Mahia est connue pour la plongée sous-marine, la pêche, la randonnée notamment au départ de Clifton, et le spot Morere Hot Springs qui est situé à quinze minutes, vers Gisborne. La région est une destination de vacances scolaires populaire et contient un parc de vacances datant des années 1960. De 2007 à 2010, la présence du dauphin Moko y est une source d'attraction.